# ゲイツ郡 (ノースカロライナ州)
ゲイツ郡（ゲイツぐん、英: Gates County）は、アメリカ合衆国ノースカロライナ州の北東部に位置する郡である。2010年国勢調査での人口は12,197人であり、2000年の10,516人から16.0%増加した。郡庁所在地はゲイツビル町（人口321人）であり、同郡で唯一の法人化町でもある。インナーバンクスのアルベマール湾地域にあり、隣接するバージニア州のハンプトンローズ大都市圏に属している。ゲイツ郡の出身者にはNFLバッファロー・ビルズに属していたトマス・スミスや、トロント・アルゴノーツ（カナディアンフットボール）に属していたウォルター・スミス1世などスポーツ選手が多い。

## 歴史
チョウォーン川沿いの地域は、他の水辺にある地域と同様、先住民族が長く住み、次第に恒久的なものになっていた。ヨーロッパ人が接触したときは、この川沿い領土の大半をチョウォノック族インディアンが占有していた。ヨーロッパ由来の疫病に免疫が無く、それが蔓延したこともあって、インディアンは人口を減らし、侵入してきたタスカローラ族に追い出された。
17世紀半ばから、イギリス人開拓者が入植してくると、ゲイツ郡は1779年に、チョウォーン郡、ハートフォード郡、パーキマンス郡のそれぞれ一部を合わせて設立された。郡名はアメリカ独立戦争の1777年にサラトガの戦いでアメリカ大陸軍を率いたホレイショ・ゲイツに因んで名付けられた。

### 初期の歴史
ゲイツ郡となった地域にヨーロッパ人が探検に入ってくる以前、数千年前から先住民族が住んでいた。
1585年、ラルフ・レーンがチョウォーン川を探検した。彼らは少なくともウィントンまで川を遡っていた。1622年、ジョン・ポリーがバージニアからチョウォーンを進む遠征隊を率いてきた。ポリーはバージニア植民地の国務官だった。1629年、ロバート・ヒース卿にカロライナに入植する特許が与えられた。その範囲には現在のゲイツ郡が入っていた。
1650年代、バージニアから次第に開拓者がアルベマール湾に移動してくるようになった。ドリュー大佐とロジャー・グリーンがアルベマール地域に遠征隊を率いてきた。1654年、フランシス・スペイトが、レイナー湿地に近い300エーカー (1.2 km2) の土地に対する特許を与えられた。ゲイツ郡で最初のイギリス人開拓地は1660年にコーラピーク近くに設立されたものだった。1670年、バージニアのナンスモンド郡（現在は廃郡）のヘンリー・ベイカー大佐が、バックランド近くに2,400エーカー (9.7 km2) の土地の認可を受けた。1672年、クエーカー教徒の指導者ジョージ・フォックスがゲイツ郡を訪れた。フォックスはこの地を不毛の地と表現していた。
1676年、イギリス人開拓者が残っていたチョウォノック族インディアンを破り、翌年にはチョウォノック族居留地を創設した。これはアメリカ合衆国で初のインディアン居留地となった。それは現在のゲイツ郡ベネッツ・クリークとキャサリン・クリークの間にあった。1684年から1722年、この地域はチョウォーン地区に属した。1711年、イギリス海外福音伝道会が、セイラムにチョウォノック族と土地のインディアンのためのイギリス国教会の学校を設立した。教師はマーシュバーンだった。
1738年、開拓者たちがバージニアのサフォーク (バージニア州)からコーラピークとイーデントンに至る郵便経路を創設した。その駅馬車道はバーフィールドでチョウォーン川を渡った。

### 1800年代
1806年、ミドルスワンプ・バプテスト教会が、バプテストとメソジストの説教師に指導された南部における第二次大覚醒運動の一部として、ゲイツ郡で最初のバプテスト教会となった。1811年、ゲイツ郡では最古のメソジスト教会であるサベージズ・ユナイテッド・メソジスト教会が設立された。どちらの教会も奴隷や白人開拓者に説教を行い、会員として受け入れた。
1825年、ラファイエット侯爵がゲイツ郡を通り、ピプキンの宿屋に投宿した。ゲイツビルの町は1830年に法人化された。コート通りにあった旧郡庁舎は1836年に建設された。この郡庁舎でも最古の者はフェデラル様式の鐘であり、1781年に購入された。
南北戦争で最年少の南軍将軍になったウィリアム・ポール・ロバーツは1841年にゲイツビルで生まれた。1850年国勢調査に拠れば、郡内に717の農園があったが、綿花を栽培していたのは15農園に過ぎなかった。1851年、レイノルドソン・アカデミーが設立された。1859年には自由黒人が組織化したニューホープ・バプテスト教会が設立された。1878年、ジェスロ・グッドマンがゲイツ郡にピーナッツを導入した。州務長官となったサド・ユーレは1899年に郡内で生まれた。

#### ハンバーグ港
バージニア州境から3マイル (5 km) 南に作られたクロス運河、別名ハンバーグ・ディッチはバージニアのノーフォーク港につなぐゲイツ郡の水路だった。1805年から1822年まで運用され、ゲイツ郡のダニエルズ道路にあった上陸点から東のディズマル湿地運河まで、ディズマル湿地を抜ける10マイル (16 km) の真っ直ぐな運河だった。現在はディズマル湿地運河歓迎センターがそこにある。クロス運河は現在使われていない。20世紀後半、スポーツマンが小さなボートでハンバーグの地にあるゲイツ郡側の終端を使って湿地に入っていた。その後ハリケーンのために大きな樹木が倒れて運河を塞ぎ、入れなくなった。

#### 南北戦争
南北戦争前のゲイツ郡では自立する必要があった。郡内の土地の大半は原生林で覆われていた。自作農の大半は多くの奴隷を持っていなかった。
ノースカロライナ州脱退会議にはA・J・ウォルトンがゲイツ郡の代表になった。それから間もなくゲイツ郡の境を守るために最初の中隊である「ゲイツ・ガード」が編成された。2つ目の中隊は「ゲイツ・ミニットマン」だった。ゲイツ郡は農業生産性が高かったので、アメリカ連合国に食料を供給した。郡出身のウィリアム・P・ロバーツが南北戦争で最年少の将軍になった。ゲイツ郡生まれのローレンス・S・ベイカー准将はその腕を失ったことで知られた。
もう一人の郡出身者ジャック・フェアレスは「バッファローズ」と呼んだノースカロライナ第1統合志願兵連隊E中隊を立ち上げた。彼らは脱走者、無法者と南軍兵の集団であり、地域の家屋を襲撃することで知られた。戦争開始後、地域に残っていたのは女性と子供、それに戦うことのできない男性だけになった。バッファローズにとって盗み歩くのは容易なことだった。ジャック・フェアレスは盗みで南軍から追放されていた。襲撃が始まってから間もなく、自衛に当たっていた仲間に殺された。
郡内には南軍の砦としてディラード砦が建設された。郡内では「エリス・ガールズ」の話が語り継がれた。戦中のある日、少女たちがチョウォーン川で魚を捕まえているときに、ウィントンの町を焼くために遡っていた北軍の砲艦を目撃した。北軍兵は少女たちを捕獲し、町を焼き終わるまで砲艦に捕虜として拘束した。その後は無傷で釈放された。

### 1900年代
1925年5月9日、チョウォーン川のゲイツ郡とハートフォード郡の間に最初の橋が架けられた。同年、アメリカ国道158号線がグレートディズマルを通ってゲイツ郡とパスクォタンクの間に開通した。1935年、サンベリー・ルリタン・クラブが設立され、州内初かつ最古のものになった。
1940年、ベックフォード・ジャンクションが廃止された。ベックフォード・ジャンクションは列車をサフォーク、エリザベスシティ、あるいはイーデントンに行かせるために切り替える所だった。郡内を最後の客車が通ったのは1954年だった。この年、ゲイツ郡歴史協会が設立された。
1973年、A・B・コールマンがミルポンドにある広さ925エーカー (3.74 km2) の土地を州に寄付した。これがマーチャンツ・ミルポンド州立公園の始まりとなった。1984年、竜巻がゲイツ郡を襲い、2人が死亡し、50万ないし500万米ドルの損害を与えた。1999年にはハリケーン・フロイドがゲイツ郡を襲った。

### 2000年代
2007年9月、ゲイツ郡が州北東部におけるアメリカ海軍海外着艦訓練基地の候補に選ばれた。

## 郡政府
ゲイツ郡は郡政委員会・マネジャー方式の政府を採用している。この形態では、選挙で選ばれる委員で構成される委員会が、日々の管理を行い委員会の意思を遂行する一人のマネジャーを指名する。委員会はマネジャーの指名、条例の成立、政策の立案を行う責任がある。委員会は小選挙区から選出される5人の委員で構成されている。委員の任期は4年間であり、2年毎に半数が改選される。
ゲイツ郡は、地域自治体の組織であるアルベマール自治体委員会のメンバーである。ゲイツ郡保安官部は15名未満のスタッフで構成され、郡の秩序を維持している。5つの消防団が6つの消防署に駐屯し、常勤およびボランティアの隊員で構成される救急医療サービス隊が1つある。

### 郡内の地区
ゲイツ郡は5つの地区に分けられている。各地区が郡政委員会の委員1人を選出する。それぞれの地区に有権者が投票に行く投票所がある。5つの地区とはゲイツビル、ユーレ、ゲイツ、サンベリー、ホッブスビルの各地区である。

### 土地登記官
土地登記官は4年間の任期で選挙で選ばれている。土地登記は1779年に始まり、課税のために土地区画を整理した。誕生と死亡の記録は1913年から付けられている。郡内の退役兵のためには、除隊用紙を提供している。結婚許可証は、16歳から18歳までは親の同意、16歳未満は判事の承認、18歳から21歳までは出生証明書の提示で発行される。銀行ローンを借りるとき、また家屋の代金を支払うときに、信託証明書も発行する。

### 裁判所事務官
裁判所事務官も4年間任期で選出される。事務官は、法律違反、軽罪、重罪、民間記録、遺言、養子縁組記録、少年犯罪記録を保管する責任がある。

## 地理

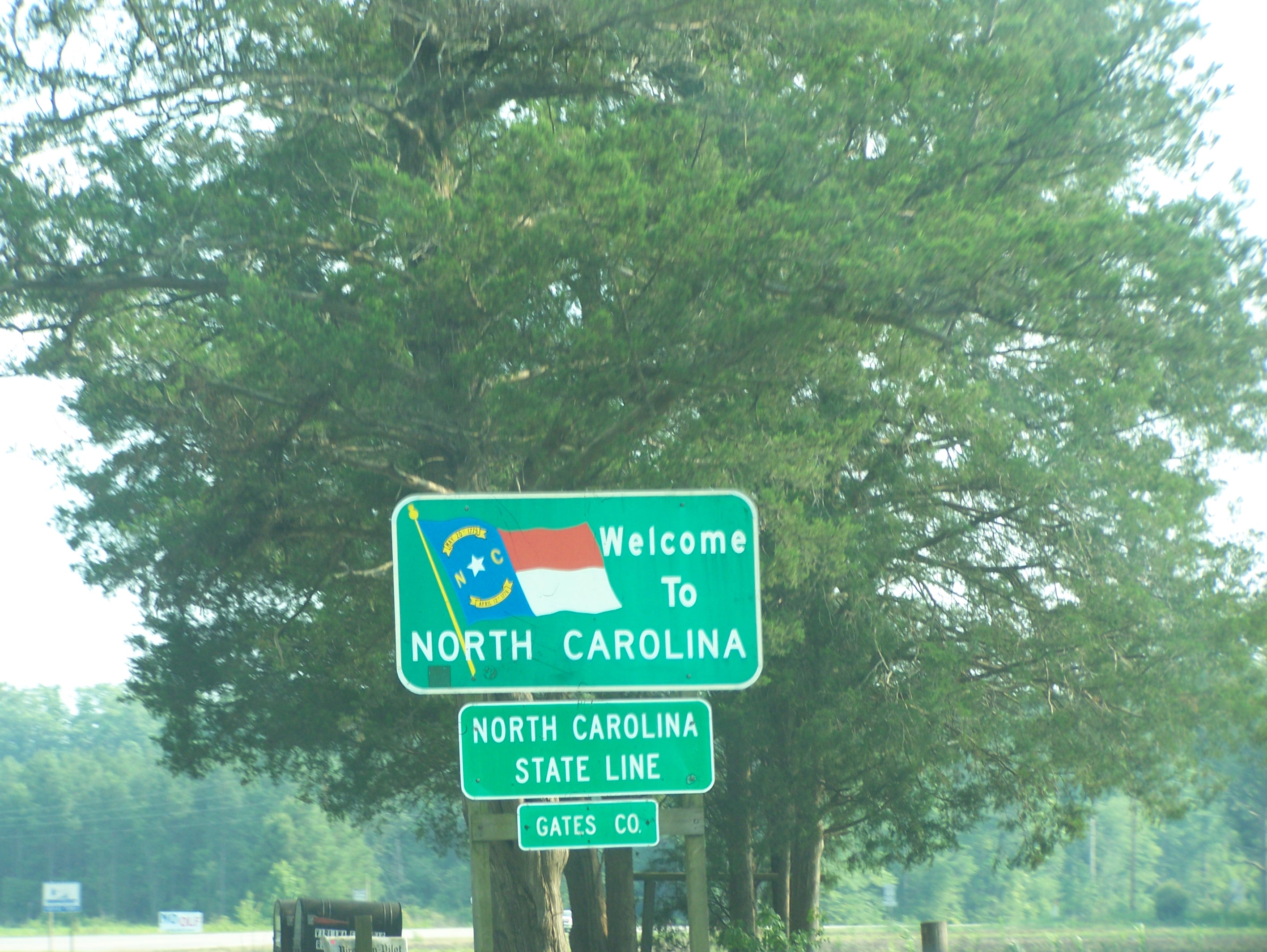
アメリカ国道13号線のノースカロライナ州境にある歓迎看板

アメリカ合衆国国勢調査局に拠れば、郡域全面積は346平方マイル (896.1 km2)であり、このうち陸地341平方マイル (883.2 km2)、水域は5平方マイル (12.9 km2)で水域率は1.45%である。

### グレートディズマル湿地
ゲイツ郡、パーキマンス郡、カムデン郡、カリタック郡にはグレートディズマル湿地の60%が含まれている。1973年、ユニオン・キャンプが湿地内に所有していた土地を自然管理委員会に寄付した。委員会が続いてこの土地をアメリカ合衆国内務省に寄付し、グレートディズマル湿地国立野生生物保護区が創設された。この保護区は広さ107,000エーカー (430 km2) の湿地とドラモンド湖周辺の湿地を含んでいる。

### マーチャンツ・ミルポンド州立公園
1811年、ノーフリート一族がミルポンドに最初のダムを建設した。当時それで750ないし1,000エーカー (3 - 4 km2) の水域ができた。ダムの動力でトウモロコシを製粉していた。1856年、ミルポンドが売却され、ウィリアムズ・ミルポンドと呼ばれるようになった。
1910年、チャールズ・ローレンスがミルポンドを買収し、マーチャンツ・ミルポンドと呼ばれるようになった。1960年代、A・B・コールマンがミルポンドを買収した。1973年、コールマンが、州立公園に使うという条件で広さ925エーカー (3.74 km2) の土地を州に寄付した。今日マーチャンツ・ミルポンド州立公園の広さは3,200エーカー (13 km2) ある。

### 郡区
ゲイツ郡は7つの郡区に分割されている。ゲイツビル、ホール、レイノルドソン、ハスレット、ホリーグローブ、ハンターズミル、ミントンズビルの各郡区である。

### 主要高規格道路
- アメリカ国道13号線
- アメリカ国道158号線
- ノースカロライナ州道32号線
- ノースカロライナ州道37号線
- ノースカロライナ州道137号線

### 隣接する郡と独立市
- サフォーク (バージニア州) - 北
- カムデン郡 - 北東
- パスクォタンク郡 - 東
- パーキマンス郡 - 南東
- チョウォーン郡 - 南
- ハートフォード郡 - 西
- サウサンプトン郡 (バージニア州) - 北西

## 経済
ゲイツ郡の歳入の大半は個人資産への資産税から上がり、少量は商業資源から上がっている。
主要産業は農業と林業である。観光とレクリエーションが重要性を増してきている。

## 人口動態
以下は2010年の国勢調査による人口統計データである。
| 基礎データ - 人口: 12,197人 - 世帯数: 3,901 世帯 - 家族数: 2,933 家族 - 人口密度: 12人/km2（31人/mi2） - 住居数: 4,389軒 - 住居密度: 5軒/km2（13軒/mi2） 人種別人口構成 - 白人: 63.7% - アフリカン・アメリカン: 33.2% - ネイティブ・アメリカン: 0.5% - アジア人: 0.1% - 太平洋諸島系: 0.1% - その他の人種: 0.6% - 混血: 1.8% - ヒスパニック・ラテン系: 1.4% | 年齢別人口構成 - 18歳未満: 26.7% - 18-24歳: 6.1% - 25-44歳: 29.1% - 45-64歳: 23.7% - 65歳以上: 14.4% - 年齢の中央値: 38歳 - 性比（女性100人あたり男性の人口） - 総人口: 96.2 - 18歳以上: 92.5 世帯と家族（対世帯数） - 18歳未満の子供がいる: 34.2% - 結婚・同居している夫婦: 57.2% - 未婚・離婚・死別女性が世帯主: 13.3% - 非家族世帯: 24.8% - 単身世帯: 21.7% - 65歳以上の老人1人暮らし: 11.3% - 平均構成人数 - 世帯: 2.66人 - 家族: 3.09人 | 収入と家計 - 収入の中央値 - 世帯: 35,647米ドル - 家族: 41,511米ドル - 性別 - 男性: 32,227米ドル - 女性: 21,014米ドル - 人口1人あたり収入: 15,963米ドル - 貧困線以下 - 対人口: 17.0% - 対家族数: 14.5% - 18歳未満: 17.9% - 65歳以上: 26.2% |

## 都市と町

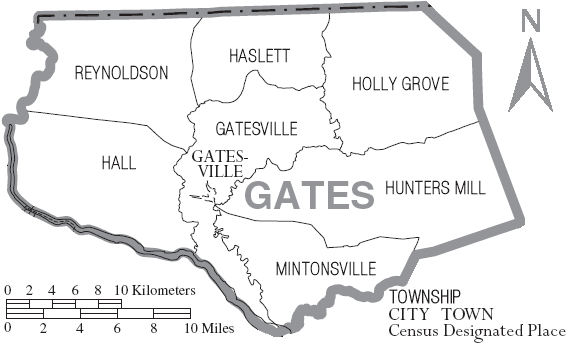
ゲイツ郡の自治体と郡区

- ゲイツビル - 郡庁所在地

## 教育
ゲイツ郡教育学区には幼稚園前から12年生までの5つの学校がある。高校は1校、中学校1校、小学校3校である。

### ローゼンウォルド学校
ローゼンウォルド学校はローゼンウォルド財団からの寄付金で作られた学校である。この基金は1917年に、ジュリアス・ローゼンウォルドが、大半は南部の教育が行き届かない田園部黒人の子供たちの学校を建設することを奨励するために創設された。この基金は町がマッチングファンドを用意し、公金を使い教育委員会の支援があることを求めていた。当時の教育委員会は白人が運営し、学校は人種差別されていた。南部全体で黒人は参政権を剥奪されていたので、黒人のための事業は通常資金が無かった。黒人社会は学校を強く支持し、基金を集め、時には土地や労働力を提供した。校舎は昔から黒人カレッジだったタスキギー大学の建築士が設計したモデルに倣って建設された。ローゼンウォルド財団は、アフリカ系アメリカ人児童のために4,977以上の学校と関連施設建設を促進し、1948年に解散した。
ゲイツ郡にはローゼンウォルド学校が7つあった。ある地域では学校がコミュニティセンターなどの用途に転用されている。
- コーラピーク（現在も利用）
- リーズグローブ（現在も利用）
- T・S・クーパー
- ホッブスビル
- レイノルドソン
- サンベリー
- ロデュコ